# Элефсис
Элефси́с (греч. Ελευσίς ή Ελευσίνα), ранее — Элевси́н (др.-греч. Ἐλευσίς, Ἐλευσῖνος) — город в Греции. Расположен на высоте 5 метров над уровнем моря в 20 километрах к северо-западу от Афин. Административный центр одноимённой общины и периферийной единицы Западная Аттика в периферии Аттика. Население 24 910 жителей по переписи 2011 года. Площадь 18,455 км2. Крупный морской порт (второй в Аттике после Пирейского порта). Есть военный аэродром. В городе находится Археологический музей Элефсиса

## История

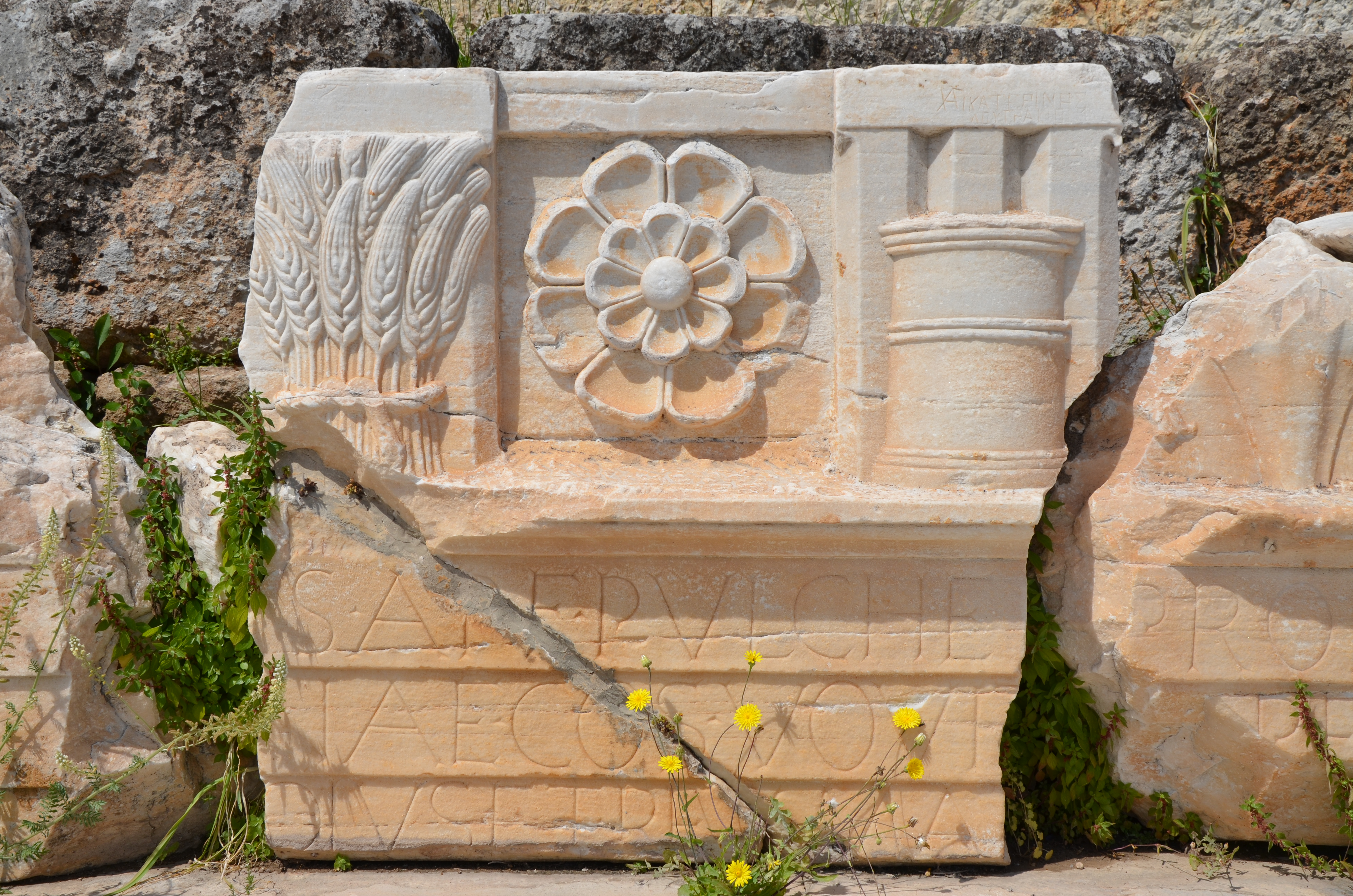
Римский рельеф с надписью и украшениями из пшеницы с археологического памятника

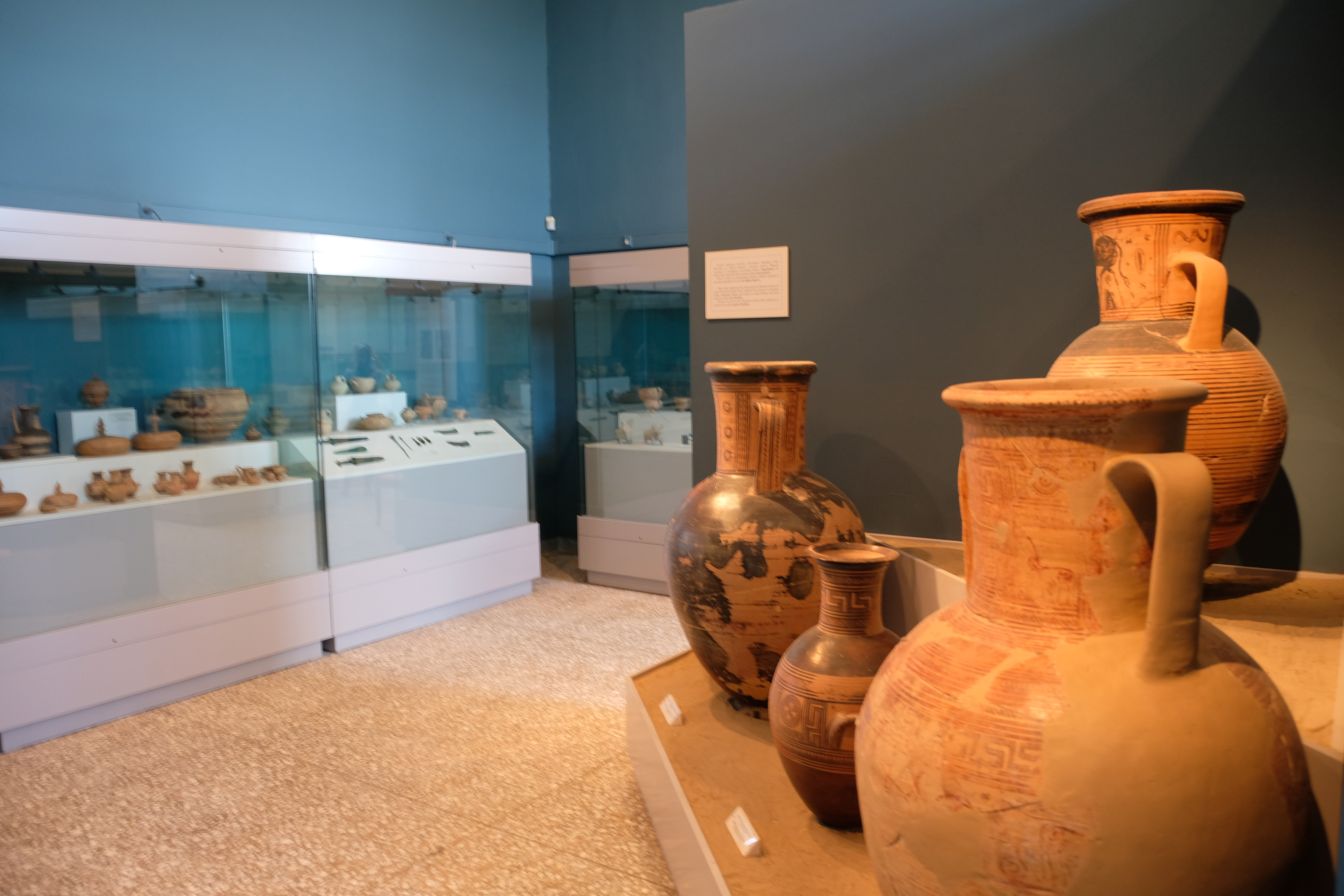
Комната внутри археологического музея Элевсина.

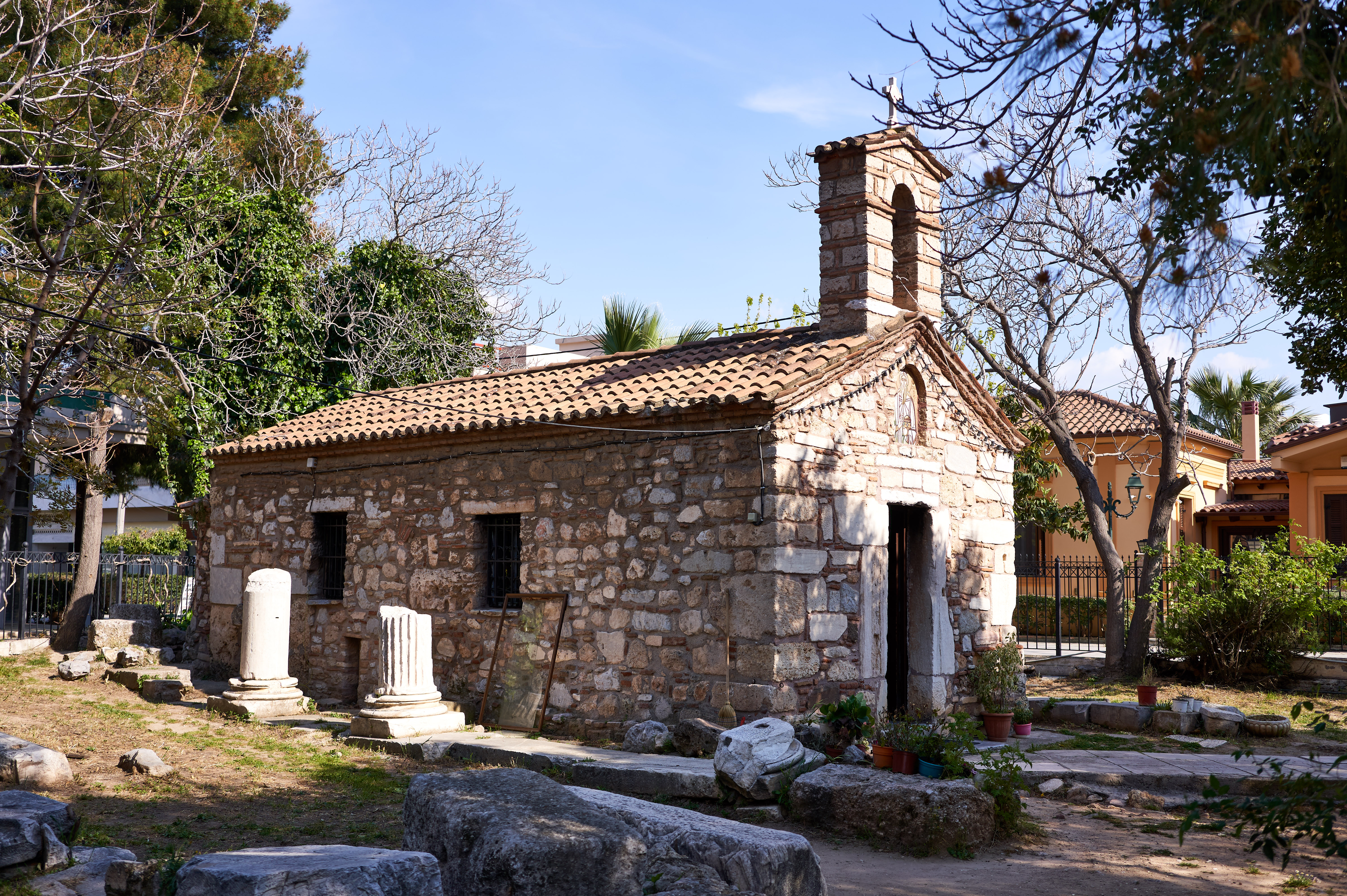
Раннехристианская церковь в честь пророка Захарии, по слухам, единственная в Греции, посвящённая этому святому.

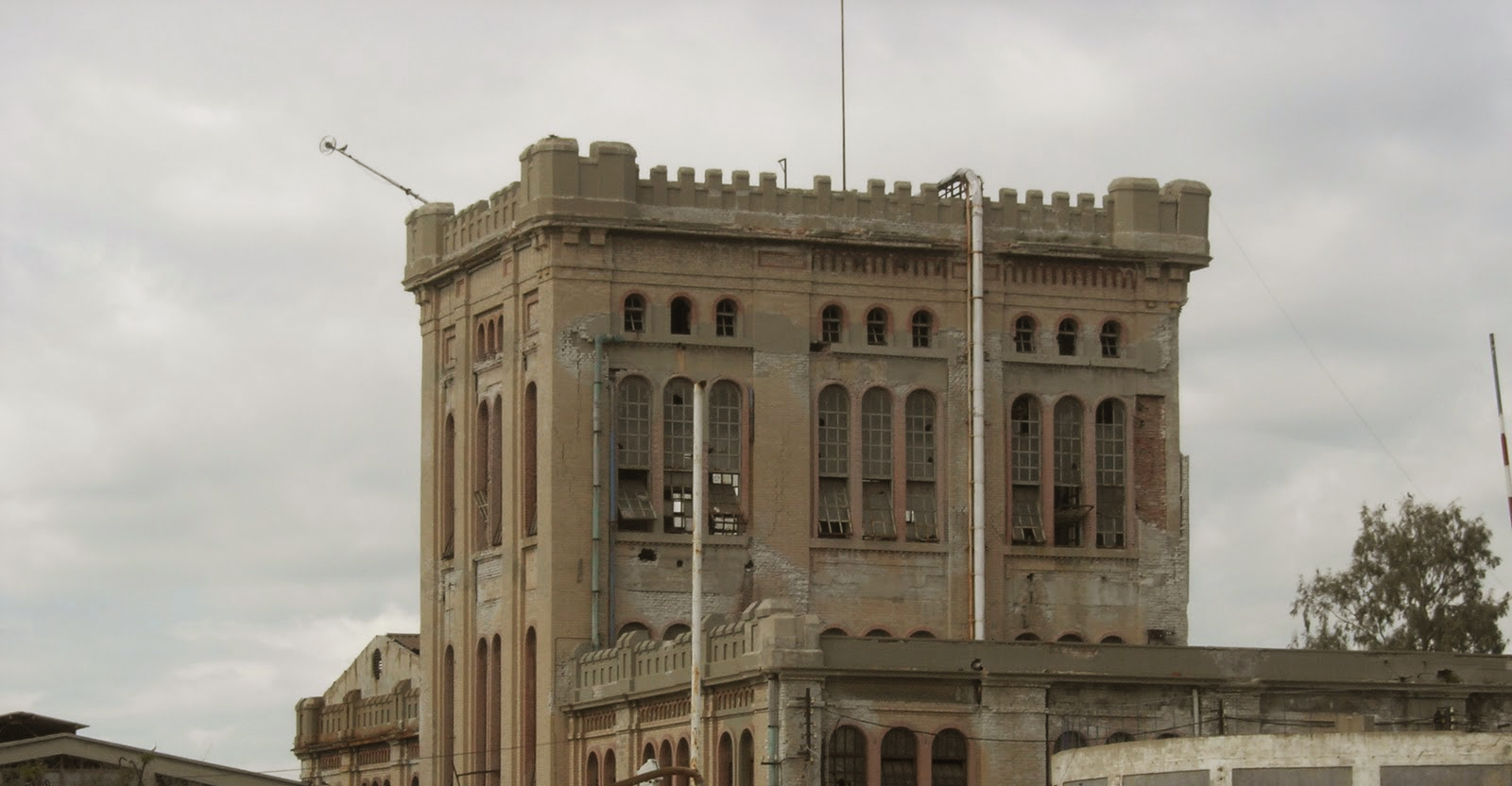
Старая фабрика Кроноса на набережной Элевсина.

Древний город и дем Элевсин (др.-греч. Ἐλευσίς) относились к филе Гиппотоонтида.
Поселение в Элевсине зародилось в эпоху неолита; по другому утверждению — в бронзовый век.
Во 2-м тысячелетии до н. э. Элевсин становится центром одного из государств ахейцев.
Назван в честь мифологического героя Элевсина. Из Элевсина происходил легендарный герой Зарекс. Место легендарного захоронения заживо Алопы, которую её возлюбленный Посейдон превратил в источник.
Приблизительно в конце VII века до н. э. вошёл в состав Афинского государства.
Элевсин был культовым центром Деметры и Персефоны: в 1-м тысячелетии до н. э. в нём проводились Элевсинские мистерии.
В 396 году город был разрушен готами.
В 1835 году создана община, в 1912 году (ΦΕΚ 262Α) — сообщество Элефсис.

## Археологические раскопки
С 1882 года в ходе раскопок были открыты:
- Часть священной дороги, ведущей из Афин в Элевсин;
- Остатки святилищ VI века до н. э. — III века н. э.;
- Фрагменты архитектурных памятников и комплексов (некрополь с толосами и мегарон (XV—XIII веков до н. э.), святилище с остатками расположенных один под другим телестерионов времен Перикла;
- Малые и Большие пропилеи;
- Древнеримские постройки (2 триумфальные арки, храм Артемиды).

## Население
| Год  | Население, человек |
| ---- | ------------------ |
| 1991 | 23 344             |
| 2001 | 26 121             |
| 2011 | ↘ 24 910           |

## Известные уроженцы
- Эсхил (525—456 до н. э.) — древнегреческий драматург.
- Кондулис, Александрос (1858—1933) — генерал-лейтенант, командующий Первым корпусом Армии Малой Азии во время Малоазийского похода греческой армии.
- Стелиос Казандзидис (1931—2001) — певец.